# Præstø (ø)
Præstø er en lille ubeboet ø i den vestlige del af Søndersø syd for Maribo på Lolland. Øen er ejet af Lolland Kommune og der er offentlig adgang.